# Смирнов-Троянский, Пётр Петрович
Пётр Петрович Смирнов-Троянский (январь 1894 года — 24 мая 1950 года) — советский педагог и учёный, один из пионеров автоматизированного перевода.

## Биография
П. П. Смирнов-Троянский родился в семье железнодорожного рабочего в Оренбурге. В семье было 14 детей, условия жизни были тяжёлыми. Пётр Петрович закончил церковно приходскую школу в Оренбурге и сдал экзамены за гимназию, не посещая занятия, после чего поступил в Санкт-Петербургский университет. Себе на жизнь он зарабатывал, давая уроки. Окончить университет ему помешала Первая мировая война. После Октябрьской революции 1917 года он поступил в Институт красной профессуры. Впоследствии он преподавал общественные науки и историю науки и техники в высших учебных заведениях. Он также в 1927—1934 годах принимал участие в составлении «Технической энциклопедии» в 26-и томах под редакцией Л. К. Мартенса, автор статей по тематике «экономика», а в 1926—1947 годах в Большой советской энциклопедии 1-го издания.

## Научная деятельность
В 1933 году П. П. Смирнов-Троянский обратился в Академию наук СССР с разработанной им конструкцией «машины для подбора и печатания слов при переводе с одного языка на другой». Машина состояла из стола с наклонной поверхностью, перед которым был закреплён фотоаппарат, синхронизированный с печатной машинкой. На поверхности стола располагалось «глоссарное поле» — свободно двигающаяся пластина с напечатанными на ней словами на трёх, четырёх и более языках.
На изобретение Смирновым-Троянским было получено авторское свидетельство.
Изобретение Смирнова-Троянского было встречено в академических кругах скептически и на долгое время забыто. Вновь вспомнили о нём только в 1959 году, когда И. К. Бельской и Д. Ю. Пановым была опубликована статья «Перeводная машина П. П. Смирнова-Троянского : сборник материалов о машине для перевода с одного языка на другие, предложенной П.П. Смирновым-Троянским в 1933 г.».